# امرأة ضعيفة

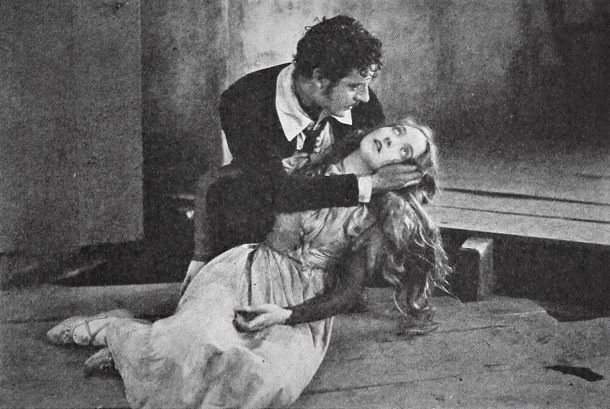
فيلم امريكي البوهيمي يعبر عن المرأة الضعيفة

المرأة الضعيفة أو المرأة الهشة (*بالفرنسية: femme fragile*، وتنطق \[فام فْراجيل]، وتعني حرفيًا "المرأة الضعيفة أو الهشّة") هي نموذج ثقافي وأدبي يُصوِّر المرأة على أنها كائن رقيق، هشّ، عاطفي، أو نفسيًا مكسور.
نشأ هذا النموذج في الأدب والفنون والخطاب الاجتماعي، وغالبًا ما يُقدَّم باعتبار المرأة **كائنًا سلبيًا يحتاج إلى الحماية أو التوجيه أو الإنقاذ، وكأنها دائمًا مهددة بالسقوط تحت وطأة الضغوط النفسية أو الاجتماعية.
وتُعد المرأة الهشّة نقيضًا مفاهيميًا** للـ\*\* أمرأة اللعوب المهلكة\*\*. فبينما تتميز الأخيرة **بالثقة بالنفس والخطر والغموض**، فإن الأولى توصف بـ**البراءة، الاعتمادية، والانهيار السهل** أمام قسوة العالم أو متطلبات المجتمع.هي تجسيد للمرأة التي **تنهار بسهولة، وتثير فيمن حولها شعورًا بالشفقة أو الحاجة لحمايتها**. لكن هذا النمط، رغم رقّته الظاهرية.